# Vảy ốc
Vảy ốc hay còn gọi thị vảy ốc (danh pháp khoa học: Diospyros buxifolia) là một loài thực vật có hoa trong họ Thị. Loài này được (Blume) Hiern mô tả khoa học đầu tiên năm 1873.